# Pran Tashchiyan
Pran Tashchiyan (armenisch Պրան Թաշճյան, 1890 – nicht bekannt) überlebte den Völkermord an den Armeniern im Ersten Weltkrieg. Prans erster Ehemann, ihre beiden Kinder und die meisten ihrer Verwandten wurden ermordet. Nach dem Krieg wanderte sie mit Grigori Tashchiyan nach Simferopol, der Hauptstadt der Autonomen Republik Krim aus, wo sie heirateten. Unter der sehr gemischten Bevölkerung dieser Region befand sich eine russische Familie mit Namen Kucherenko. Eine der Töchter, Evgenia, war mit einem Juden namens David Goldberg verheiratet, und die beiden hatten zwei Kinder.
Als Deutschland die Sowjetunion im Unternehmen Barbarossa angriff, wurde David Goldberg in die Rote Armee eingezogen. Davids Eltern wurden nach der Besetzung von Simferopol von den Nationalsozialisten ermordet. Evgenia fürchtete um die Sicherheit ihrer von den Nationalsozialisten als „Halbjuden“ eingestuften  Kinder und versteckte sie bei ihrer Nachbarin Pran Tashchiyan. Vom Februar 1942 bis zur Befreiung im April 1944, waren die Kinder bei Pran und Grigori Tashchiyan versteckt. Dafür wurden sie von Yad Vashem mit dem Titel Gerechte unter den Völkern gewürdigt.